# فأرة سحرية (حاسوب)
الفأرة السحرية (بالإنجليزية: Apple Magic Mouse)‏هي فأرة ذات خاصية لمس متعدد تباع من قبل شركة أبل لمنتجات الحاسب الآلي.
\ وقد أعلن وبيعها للمرة الأولى في 20 أكتوبر/تشرين الأول 2009.
وهو «فأرة السحرية أبل» الماوس المستهلك الأول لإمكانيات اتصال متعددة. أخذ بعد آي فون، أي بود تاتش، واتصال متعددة لوحة اللمس s، يتيح «الماوس السحرية» في استخدام الإيماءات مثل الضرب والتمرير عبر السطح العلوي من الماوس للتفاعل مع أجهزة كمبيوتر سطح المكتب. تنفيذ عدة أزرار والتمرير هو إنجاز مع تقريبا أية مكونات المادية الفعلية.
ويتطلب الماوس ماك أو إس إكس ليوبارد وبلوتوث. فإنه يمكن أن يتم تكوين فأرة استخدام اليد اليمنى أو اليسرى buttoned اثنين، ولكن الإعداد الافتراضي زر واحد. فإنه يستخدم الليزر تتبع لدقة المؤشر زيادة على الفئران أبل الجيل السابق. منذ صدوره، وقد أدرجت جنبا إلى جنب مع لوحة مفاتيح لاسلكية مع الجيل 2009 من ق ايماك، وأنه يمكن أيضا يمكن شراؤها بشكل منفصل.
وكان متفاوتاً الاستقبال الأولى إلى «الماوس السحرية»، مع ردود الفعل الإيجابية لوظائفها بالتمرير ولكن السلبية ردود الفعل على قدرتها على فوق الوسط (وبدون أي برامج إضافية)، أو تؤدي إلى Exposé أو لوحة أو المسافات (الميزات المقدمة من قبل السلف). يمكن تمكين العديد من هذه الميزات على «الماوس السحرية» باستخدام أدوات خارجية.

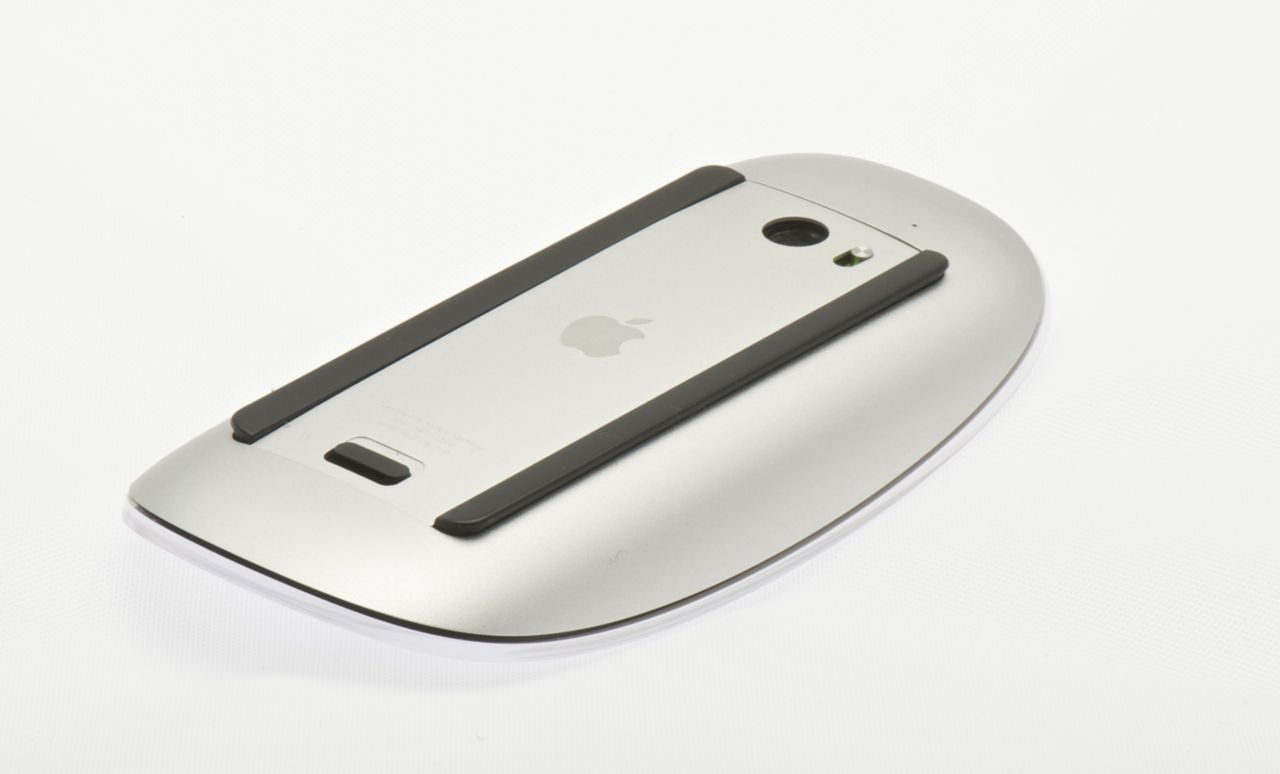
Underside of the Apple Magic Mouse

 ماوس السحرية كما قد مشاكل معروفة مع الحفاظ على اتصال مستقرة لمحطات العمل «ماك برو».
إيماءات
إيماءات ليست كلها معتمدة على كافة أنظمة التشغيل (من اليسار إلى اليمين):
- انقر فوق
- انقر فوق اثنين-زر
- 360 °-التمرير
- تكبير الشاشة
- الإصبع الثاني انتقد

باستخدام طرف ثالث البرمجيات، يمكن تخصيص الإيماءات وأضاف.
تمرير الزخم يتوفر في سنو ليوبارد فقط بعد تثبيت تحديث برنامج.
أنظمة التشغيل المدعومة
- v10.5.8 Mac OS X، v10.6.1 أو أحدث مع الماوس اللاسلكي برامج تحديث 1.0. هذا التحديث الضروري «فأرة السحرية» للعمل.
- ويندوز 7، ويندوز إكس بي، ويندوز فيستا باستخدام أدوات بوت كامب تحت Mac OS X. للعمل مع ويندوز 7، مطلوب «ماكنتوش سنو ليوبارد» كما تتوفر على أحدث برامج التشغيل فقط مع نسخة من بوت كامب غير قابل للتثبيت على «ماكنتوش سنو ليوبارد».
- برامج ويندوز إكس بي، فيستا وويندوز 7 أصلي، 32-بت و 64-بت[8] (غير معتمدة من أبل).
- لينكس 2.6.34-rc1[9]

انظر أيضا
ماوس أبل
لوحة مفاتيح أبل

## وصلات خارجية
- أبل ماجيك ماوس--أبل المتجر (الولايات المتحدة)
- أدوات تكوين الطرف الثالث
  - MagicPrefs
  - BetterTouchTool
  -  6 دولارات لكل ترخيص